# Poul Dalsager
Poul Dalsager (Hirtshals, 5 maart 1929 – Hjorring, 2 mei 2001) was een Deense politicus. Tussen september 1975 en januari 1981 was Dalsager minister van Landbouw en Visserij in drie kabinetten van minister-president Mathias Jørgensen. In januari 1981 werd hij benoemd tot Europees Commissaris voor Landbouw in de Commissie-Thorn. Vier jaar later werd hij niet benoemd in de nieuwe commissie.

## Biografie
Dalsager sloot zich aan bij de partij Socialdemokraterne (SD) en werd in 1964 verkozen in de Folketing, het nationale parlement van Denemarken. Tussen 1973 en 1974 was hij eveneens parlementslid in het Europees Parlement. In februari 1975 werd hij benoemd tot minister van Landbouw in het eerste kabinet van Mathias Jørgensen. Dalsager werd in 1977 en in 1979 opnieuw benoemd tot minister van Landbouw in het derde en vierde kabinet. In het vierde kabinet werd hij door Jørgensen benoemd als Europees Commissaris. Dalsager kreeg de portefeuille Landbouw en zou vier jaar aanblijven als commissaris.
In zijn ambtsperiode als Europees commissaris van Landbouw kwam Dalsager met een voorstel om een strafheffing in te voeren. Deze strafheffing moest lidstaten beboeten die te veel melk produceerden. Daarnaast wilde Dalsager een bezuiniging op het budget van het commissariaat Landbouw.